# Калце-Накло
Калце-Накло (словен. Kalce–Naklo) — поселення в общині Кршко, Споднєпосавський регіон, Словенія. Висота над рівнем моря: 153,9 м.